# Wilhelm Oettingen
Wilhelm Oettingen (przed 1420 - 13 kwietnia 1467) - pierwszy książę Oettingen. Syn Fryderyka III i jego żony Eufemii.

## Rządy
Władzę objął po śmierci ojca w 1439 r. Trzy lata później przyjął tytuł książęcy. Zmarł w 1467 r. pozostawiając księstwo swojemu synowi - Wolfgangowi.

## Życie prywatne
W 1431 r. poślubił Beatrycze della Scala. Mieli sześcioro dzieci :
- Fryderyka
- Jana
- Wolfganga
- Elżbietę
- Annę
- Małgorzatę